# Elise Mertens
Elise Mertens (Lovaina, Bèlgica, 17 de novembre de 1995) és una tennista professional belga.
Ha guanyat cinc títols individuals i onze més en dobles femenins, destacant dos títols de Grand Slam (US Open 2019 i Open d'Austràlia 2021) amb Arina Sabalenka. Ha arribat al número 12 del rànquing individual, i al 2 en dobles.

## Biografia
Filla de Liliane Barbe i Guido Mertens, professora i constructor de mobles respectivament. Té una germana més gran, Lauren, que és pilot d'aerolínia.
Parla els idiomes anglès, neerlandès/flamenc i francès.
Va començar a jugar a tennis amb quatre anys i posteriorment va entrar a l'acadèmia de tennis de Kim Clijsters. No té relació familiar amb el futbolista internacional Dries Mertens, tot i ser de la mateixa ciutat natal, ni tampoc amb el tennista Yannick Mertens.

## Torneigs de Grand Slam

### Dobles femenins: 7 (5−2)
| Resultat   | Núm. | Any  | Torneig              | Parella              | Oponents                              | Marcador      |
| ---------- | ---- | ---- | -------------------- | -------------------- | ------------------------------------- | ------------- |
| Guanyadora | 1.   | 2019 | US Open              | Arina Sabalenka      | Viktória Azàrenka Ashleigh Barty      | 7−5, 7−5      |
| Guanyadora | 2.   | 2021 | Open d'Austràlia     | Arina Sabalenka      | Barbora Krejčíková Kateřina Siniaková | 6−2, 6−3      |
| Guanyadora | 3.   | 2021 | Wimbledon            | Hsieh Su-wei         | Veronika Kudermétova Ielena Vesninà   | 3−6, 7−5, 9−7 |
| Finalista  | 1.   | 2022 | Wimbledon            | Zhang Shuai          | Barbora Krejčíková Kateřina Siniaková | 2−6, 4−6      |
| Finalista  | 2.   | 2023 | Wimbledon (2)        | Storm Hunter         | Hsieh Su-wei Barbora Strýcová         | 5−7, 4−6      |
| Guanyadora | 4.   | 2024 | Open d'Austràlia (2) | Hsieh Su-wei         | Liudmila Kitxenok Jeļena Ostapenko    | 6−1, 7−5      |
| Guanyadora | 5.   | 2025 | Wimbledon (2)        | Veronika Kudermétova | Hsieh Su-wei Jeļena Ostapenko         | 3−6, 6−2, 6−4 |

## Palmarès

### Individual: 16 (10−6)
| 2009 − 2020             | Després de 2021 |
| ----------------------- | --------------- |
| Grand Slam (0−0)        |                 |
| WTA Finals (0−0)        |                 |
| Premier Mandatory (0−0) | WTA 1000 (0−0)  |
| Premier 5 (0−0)         | WTA 1000 (0−0)  |
| Premier (1−0)           | WTA 500 (1−0)   |
| International (4−3)     | WTA 250 (4−3)   |

| Títols per superfície |
| --------------------- |
| Dura (7−3)            |
| Gespa (1−0)           |
| Terra batuda (2−3)    |

| Resultat   | Núm. | Data                   | Torneig                         | Superfície   | Oponent             | Marcador      |
| ---------- | ---- | ---------------------- | ------------------------------- | ------------ | ------------------- | ------------- |
| Guanyadora | 1.   | 15 de gener de 2017    | Hobart, Austràlia               | Dura         | Monica Niculescu    | 6−3, 6−1      |
| Finalista  | 1.   | 30 d'abril de 2017     | Istanbul, Turquia               | Terra batuda | Elina Svitòlina     | 2−6, 4−6      |
| Guanyadora | 2.   | 13 de gener de 2018    | Hobart (2)                      | Dura         | Mihaela Buzărnescu  | 6−1, 4−6, 6−3 |
| Guanyadora | 3.   | 15 d'abril de 2018     | Lugano, Suïssa                  | Terra batuda | Arina Sabalenka     | 7−5, 6−2      |
| Guanyadora | 4.   | 5 de maig de 2018      | Rabat, Marroc                   | Terra batuda | Ajla Tomljanović    | 6−2, 7−6(4)   |
| Guanyadora | 5.   | 16 de febrer de 2019   | Doha, Qatar                     | Dura         | Simona Halep        | 3−6, 6−4, 6−3 |
| Finalista  | 2.   | 16 d'agost de 2020     | Praga, República Txeca          | Terra batuda | Simona Halep        | 2−6, 5−7      |
| Finalista  | 3.   | 15 de novembre de 2020 | Linz, Àustria                   | Dura (i)     | Arina Sabalenka     | 5−7, 2−6      |
| Guanyadora | 6.   | 7 de febrer de 2021    | Melbourne, Austràlia            | Dura         | Kaia Kanepi         | 6−4, 6−1      |
| Finalista  | 4.   | 25 d'abril de 2021     | Istanbul (2)                    | Terra batuda | Sorana Cîrstea      | 1−6, 6−7(3)   |
| Guanyadora | 7.   | 9 de setembre de 2022  | Monastir, Tunísia               | Dura         | Alizé Cornet        | 6−2, 6−0      |
| Guanyadora | 8.   | 22 d'octubre de 2023   | Monastir (2)                    | Dura         | Jasmine Paolini     | 6−3, 6−0      |
| Finalista  | 5.   | 13 de gener de 2024    | Hobart                          | Dura         | Emma Navarro        | 1−6, 6−4, 5−7 |
| Finalista  | 6.   | 11 de gener de 2025    | Hobart (2)                      | Dura         | McCartney Kessler   | 4−6, 6−3, 0−6 |
| Guanyadora | 9.   | 2 de febrer de 2025    | Singapur, Singapur              | Dura (i)     | Ann Li              | 6−1, 6−4      |
| Guanyadora | 10.  | 15 de juny de 2025     | 's-Hertogenbosch, Països Baixos | Gespa        | Elena-Gabriela Ruse | 6−3, 7−6(4)   |

### Dobles femenins: 36 (22−14)
| 2009 − 2020             | Després de 2021 |
| ----------------------- | --------------- |
| Grand Slam (5−2)        |                 |
| WTA Finals (1−1)        |                 |
| Premier Mandatory (2−0) | WTA 1000 (4−4)  |
| Premier 5 (1−2)         | WTA 1000 (4−4)  |
| Premier (1−1)           | WTA 500 (1−0)   |
| International (5−2)     | WTA 250 (2−2)   |

| Títols per superfície |
| --------------------- |
| Dura (15−5)           |
| Gespa (4−5)           |
| Terra batuda (3−4)    |

| Resultat   | Núm. | Data                   | Torneig                              | Superfície   | Parella              | Oponents                               | Marcador              |
| ---------- | ---- | ---------------------- | ------------------------------------ | ------------ | -------------------- | -------------------------------------- | --------------------- |
| Guanyadora | 1.   | 9 de gener de 2016     | Auckland, Nova Zelanda               | Dura         | An-Sophie Mestach    | Danka Kovinić Barbora Strýcová         | 2−6, 6−3, [10−5]      |
| Finalista  | 1.   | 30 d'abril de 2017     | Istanbul, Turquia                    | Terra batuda | Nicole Melichar      | Dalila Jakupovic Nadia Kitxenok        | 6−7(6), 2−6           |
| Finalista  | 2.   | 23 de juliol de 2017   | Bucarest, Romania                    | Terra batuda | Demi Schuurs         | Irina Camelia Begu Raluca Olaru        | 3−6, 3−6              |
| Guanyadora | 2.   | 23 de setembre de 2017 | Canton, Xina                         | Dura         | Demi Schuurs         | Monique Adamczak Storm Sanders         | 6−2, 6−3              |
| Guanyadora | 3.   | 13 de gener de 2018    | Hobart, Austràlia                    | Dura         | Demi Schuurs         | Liudmila Kitxenok Makoto Ninomiya      | 6−2, 6−2              |
| Guanyadora | 4.   | 15 d'abril de 2018     | Lugano, Suïssa                       | Terra batuda | Kirsten Flipkens     | Vera Lapko Arina Sabalenka             | 6−1, 6−3              |
| Guanyadora | 5.   | 17 de juny de 2018     | 's-Hertogenbosch, Països Baixos      | Gespa        | Demi Schuurs         | Kiki Bertens Kirsten Flipkens          | 3−3, retirada         |
| Finalista  | 3.   | 24 de juny de 2018     | Birmingham, Regne Unit               | Gespa        | Demi Schuurs         | Tímea Babos Kristina Mladenovic        | 6−4, 3−6, [8−10]      |
| Finalista  | 4.   | 19 d'agost de 2018     | Cincinnati, Estats Units             | Dura         | Demi Schuurs         | Lucie Hradecká Iekaterina Makàrova     | 2−6, 5−7              |
| Guanyadora | 6.   | 29 de setembre de 2018 | Wuhan, Xina                          | Dura         | Demi Schuurs         | A. Sestini Hlaváčková Barbora Strýcová | 6−3, 6−3              |
| Guanyadora | 7.   | 17 de març de 2019     | Indian Wells, Estats Units           | Dura         | Arina Sabalenka      | Barbora Krejčíková Kateřina Siniaková  | 6−3, 6−2              |
| Guanyadora | 8.   | 31 de març de 2019     | Miami, Estats Units                  | Dura         | Arina Sabalenka      | Samantha Stosur Zhang Shuai            | 7−6(5), 6−2           |
| Guanyadora | 9.   | 8 de setembre de 2019  | US Open, Estats Units                | Dura         | Arina Sabalenka      | Viktória Azàrenka Ashleigh Barty       | 7−5, 7−5              |
| Finalista  | 5.   | 28 de setembre de 2019 | Wuhan                                | Dura         | Arina Sabalenka      | Duan Yingying Veronika Kudermétova     | 6−7(3), 2−6           |
| Guanyadora | 10.  | 25 d'octubre de 2020   | Ostrava, República Txeca             | Dura (i)     | Arina Sabalenka      | Gabriela Dabrowski Luisa Stefani       | 6−1, 6−3              |
| Guanyadora | 11.  | 19 de febrer de 2021   | Open d'Austràlia, Austràlia          | Dura         | Arina Sabalenka      | Barbora Krejčíková Kateřina Siniaková  | 6−2, 6−3              |
| Guanyadora | 12.  | 25 d'abril de 2021     | Istanbul                             | Terra batuda | Veronika Kudermétova | Nao Hibino Makoto Ninomiya             | 1−6, 1−6              |
| Guanyadora | 13.  | 10 de juliol de 2021   | Wimbledon, Regne Unit                | Gespa        | Hsieh Su-wei         | Veronika Kudermétova Ielena Vesninà    | 3−6, 7−5, 9−7         |
| Guanyadora | 14.  | 17 d'octubre de 2021   | Indian Wells (2)                     | Dura         | Hsieh Su-wei         | Veronika Kudermétova Ielena Ribàkina   | 7−6(1), 6−3           |
| Finalista  | 6.   | 17 de novembre de 2021 | WTA Finals, Guadalajara, Mèxic       | Dura         | Hsieh Su-wei         | Barbora Krejčíková Kateřina Siniaková  | 3−6, 4−6              |
| Guanyadora | 15.  | 19 de febrer de 2022   | Dubai, Emirats Àrabs Units           | Dura         | Veronika Kudermétova | Liudmila Kitxenok Jeļena Ostapenko     | 6−1, 6−3              |
| Finalista  | 7.   | 25 de febrer de 2022   | Doha, Qatar                          | Dura         | Veronika Kudermétova | Coco Gauff Jessica Pegula              | 6−3, 5−7, [5−10]      |
| Finalista  | 8.   | 3 d'abril de 2022      | Miami                                | Dura         | Veronika Kudermétova | Laura Siegemund Vera Zvonariova        | 6−7(3), 5−7           |
| Finalista  | 9.   | 12 de juny de 2022     | 's-Hertogenbosch                     | Gespa        | Veronika Kudermétova | Ellen Perez Tamara Zidanšek            | 3−6, 7−5, [10−12]     |
| Finalista  | 10.  | 19 de juny de 2022     | Birmingham (2)                       | Gespa        | Zhang Shuai          | Liudmila Kitxenok Jeļena Ostapenko     | Renúncia              |
| Finalista  | 11.  | 10 de juliol de 2022   | Wimbledon                            | Gespa        | Zhang Shuai          | Barbora Krejčíková Kateřina Siniaková  | 2−6, 4−6              |
| Guanyadora | 16.  | 7 de novembre de 2022  | WTA Finals, Fort Worth, Estats Units | Dura (i)     | Veronika Kudermétova | Barbora Krejčíková Kateřina Siniaková  | 6−2, 4−6, [11−9]      |
| Guanyadora | 17.  | 21 de maig de 2023     | Roma, Itàlia                         | Terra batuda | Storm Hunter         | Coco Gauff Jessica Pegula              | 6−4, 6−4              |
| Finalista  | 12.  | 15 de juliol de 2023   | Wimbledon (2)                        | Gespa        | Storm Hunter         | Hsieh Su-wei Barbora Strýcová          | 5−7, 4−6              |
| Guanyadora | 18.  | 24 d'octubre de 2023   | Guadalajara, Mèxic                   | Dura         | Storm Hunter         | Gabriela Dabrowski Erin Routliffe      | 3−6, 6−2, [10−4]      |
| Guanyadora | 19.  | 26 de gener de 2024    | Open d'Austràlia (2)                 | Dura         | Hsieh Su-wei         | Liudmila Kitxenok Jeļena Ostapenko     | 6−1, 7−5              |
| Guanyadora | 20.  | 16 de març de 2024     | Indian Wells (3)                     | Dura         | Hsieh Su-wei         | Storm Hunter Kateřina Siniaková        | 6−3, 6−4              |
| Guanyadora | 21.  | 23 de juny de 2024     | Birmingham                           | Gespa        | Hsieh Su-wei         | Miyu Kato Zhang Shuai                  | 6−1, 6−3              |
| Finalista  | 13.  | 4 de maig de 2025      | Madrid, Espanya                      | Terra batuda | Veronika Kudermétova | Sorana Cîrstea Anna Kalinskaya         | 7−6(10), 2−6, [10−12] |
| Finalista  | 14.  | 18 de maig de 2025     | Roma                                 | Terra batuda | Veronika Kudermétova | Sara Errani Jasmine Paolini            | 4−6, 2−6              |
| Guanyadora | 22.  | 13 de juliol de 2025   | Wimbledon (2)                        | Gespa        | Veronika Kudermétova | Hsieh Su-wei Jeļena Ostapenko          | 3−6, 6−2, 6−4         |

#### Períodes com a número 1
| Núm. | Predecessora       | Dates                   | Successora                | Setmanes | Acumulat |
| ---- | ------------------ | ----------------------- | ------------------------- | -------- | -------- |
| 1.   | Hsieh Su-wei       | 10/05/2021 − 17/05/2021 | Kristina Mladenovic       | 1        | 1        |
| 2.   | Barbora Krejčíková | 12/07/2021 − 12/09/2021 | Hsieh Su-wei              | 9        | 10       |
| 3.   | Hsieh Su-wei       | 20/09/2021 − 26/09/2021 | Barbora Krejčíková        | 1        | 11       |
| 4.   | Barbora Krejčíková | 17/10/2021 − 24/10/2021 | Hsieh Su-wei              | 1        | 12       |
| 5.   | Hsieh Su-wei       | 01/11/2021 − 08/11/2021 | Hsieh Su-wei              | 1        | 13       |
| 6.   | Kateřina Siniaková | 06/06/2022 − 14/08/2022 | Cori Gauff                | 10       | 23       |
| 7.   | Kateřina Siniaková | 25/09/2023 − 22/10/2023 | Jessica Pegula Cori Gauff | 4        | 27       |
| 8.   | Storm Hunter       | 29/01/2024 − 17/03/2024 | Hsieh Su-wei              | 7        | 34       |
| 9.   | Hsieh Su-wei       | 10/06/2024 − 14/07/2024 | Erin Routliffe            | 5        | 39       |

## Trajectòria

### Individual
| Open d'Austràlia | A   | Q2  | A           | SF          | 3R          | 4R          | 4R          | 4R          | 3R | 2R | 0 / 7     | 19 – 7    |
| Roland Garros | A   | Q3  | 3R          | 4R          | 3R          | 3R          | 3R          | 4R          | 4R | 3R | 0 / 8     | 19 – 8    |
| Wimbledon | Q3  | Q2  | 1R          | 3R          | 4R          | NC          | 3R          | 4R          | 2R |    | 0 / 6     | 11 – 6    |
| US Open | Q1  | 1R  | 1R          | 4R          | QF          | QF          | 4R          | 1R          | 3R |    | 0 / 8     | 16 – 8    |
| Jocs Olímpics | NC  | A   | No celebrat | No celebrat | No celebrat | No celebrat | 1R          | NC          | NC |    | 0 / 1     | 0 – 1     |
| WTA Elite Trophy | A   | A   | A           | RR          | RR          | No celebrat | No celebrat | No celebrat | A  |    | 0 / 2     | 2 – 2     |
| Total Victòries−Derrotes | 0−0 | 3−3 | 32−21       | 46−21       | 35−27       | 34−13       | 32−19       |             |    |    | 186 – 106 | 186 – 106 |
| Rànquing a final d'any | 157 | 120 | 35          | 13          | 17          | 20          | 21          |             |    |    |           |           |
| Llegenda: G: Guanyadora; F: Finalista; SF: Semifinalista; QF: Quarts de final; Q: Qualificació; A: Absent; RR: Round Robin; |     |     |             |             |             |             |             |             |    |    |           |           |

### Dobles femenins
| Open d'Austràlia | A   | A   | 2R          | 1R          | 3R          | QF          | G     | SF | QF | G | 2 / 8    | 25 – 6   |
| Roland Garros | A   | A   | 1R          | 1R          | SF          | 2R          | 3R    | 3R | 3R |   | 0 / 7    | 11 – 7   |
| Wimbledon | A   | 2R  | 3R          | 3R          | QF          | NC          | G     | F  | F  |   | 1 / 7    | 24 – 6   |
| US Open | A   | A   | 2R          | QF          | G           | QF          | QF    | 2R | 1R |   | 1 / 7    | 16 – 6   |
| Jocs Olímpics | NC  | A   | No celebrat | No celebrat | No celebrat | No celebrat | 1R    | NC | NC |   | 0 / 1    | 0 – 1    |
| WTA Finals | A   | A   | A           | RR          | RR          | NC          | F     | G  | SF |   | 1 / 5    | 12 – 6   |
| Total Victòries−Derrotes | 1−3 | 6−7 | 23−19       | 38−13       | 30−12       | 14−5        | 33−14 |    |    |   | 149 – 74 | 149 – 74 |
| Rànquing a final d'any | 134 | 79  | 41          | 11          | 6           | 6           | 4     |    |    |   |          |          |
| Llegenda: G: Guanyadora; F: Finalista; SF: Semifinalista; QF: Quarts de final; Q: Qualificació; A: Absent; RR: Round Robin; |     |     |             |             |             |             |       |    |    |   |          |          |

## Guardons
- WTA Doubles Team of the Year (2023 amb Storm Hunter)[1]
- ITF World Champions (2023 amb Storm Hunter)[2]